# Rugby 7 masculino en los Juegos del Pacífico 2011
El Rugby 7 masculino en los Juegos del Pacífico 2011 se jugó entre el 31 de agosto y 2 de septiembre de 2011 en el Estadio Numa-Daly Magenta de Numea y participaron 12 selecciones de Oceanía.
Samoa venció en la final a Fiyi para ganar la medalla de oro.

## Resultados

### Grupo A
| Pos | Países          | Partidos | Partidos | Partidos | Partidos | Tantos | Tantos | Tantos | Pts |
| Pos | Países          | J        | G        | E        | P        | PF     | PC     | DP     | Pts |
| --- | --------------- | -------- | -------- | -------- | -------- | ------ | ------ | ------ | --- |
| 1   | Fiyi            | 3        | 3        | 0        | 0        | 174    | 0      | +174   | 9   |
| 2   | Tokelau         | 3        | 2        | 0        | 1        | 25     | 87     | −63    | 7   |
| 3   | Tahití          | 3        | 1        | 0        | 2        | 22     | 69     | −47    | 5   |
| 4   | Wallis y Futuna | 3        | 0        | 0        | 3        | 17     | 81     | −64    | 3   |

|  | Clasificados a cuartos de final. |

### Grupo B
| Pos | Países          | Partidos | Partidos | Partidos | Partidos | Tantos | Tantos | Tantos | Pts |
| Pos | Países          | J        | G        | E        | P        | PF     | PC     | DP     | Pts |
| --- | --------------- | -------- | -------- | -------- | -------- | ------ | ------ | ------ | --- |
| 1   | Samoa           | 3        | 3        | 0        | 0        | 152    | 12     | +140   | 9   |
| 2   | Islas Salomón   | 3        | 2        | 0        | 1        | 43     | 67     | −24    | 7   |
| 3   | Samoa Americana | 3        | 1        | 0        | 2        | 39     | 81     | −42    | 5   |
| 4   | Vanuatu         | 3        | 0        | 0        | 3        | 24     | 98     | −74    | 3   |

|  | Clasificados a cuartos de final. |

### Grupo C
| Pos | Países             | Partidos | Partidos | Partidos | Partidos | Tantos | Tantos | Tantos | Pts |
| Pos | Países             | J        | G        | E        | P        | PF     | PC     | DP     | Pts |
| --- | ------------------ | -------- | -------- | -------- | -------- | ------ | ------ | ------ | --- |
| 1   | Papúa Nueva Guinea | 3        | 3        | 0        | 0        | 94     | 17     | +77    | 9   |
| 2   | Nueva Caledonia    | 3        | 2        | 0        | 1        | 65     | 48     | +17    | 7   |
| 3   | Niue               | 3        | 1        | 0        | 2        | 70     | 34     | +36    | 5   |
| 4   | Tuvalu             | 3        | 0        | 0        | 3        | 0      | 130    | −130   | 3   |

|  | Clasificados a cuartos de final. |

#### 9° al 12° puesto
|  | Copa de plata   | Copa de plata   | Copa de plata |        |         | Noveno puesto   | Noveno puesto   | Noveno puesto   |  |
|  |                 |                 |               |        |         |                 |                 |                 |  |
|  |                 |                 |               |        |         |                 |                 |                 |  |
|  | Tahití          | Tahití          | 17            |        |         |                 |                 |                 |  |
|  | Tahití          | Tahití          | 17            |        |         |                 |                 |                 |  |
|  | Tuvalu          | Tuvalu          | 12            |        |         |                 |                 |                 |  |
|  | Tuvalu          | Tuvalu          | 12            |        | Vanuatu | Vanuatu         | 17              |                 |  |
|  |                 |                 |               |        | Vanuatu | Vanuatu         | 17              |                 |  |
|  |                 |                 | Tahití        | Tahití | 7       |                 |                 |                 |  |
|  | Vanuatu         | Vanuatu         | Tahití        | Tahití | 7       | 14              |                 |                 |  |
|  | Vanuatu         | Vanuatu         |               |        |         | 14              |                 |                 |  |
|  | Wallis y Futuna | Wallis y Futuna | 0             |        |         | Undécimo puesto | Undécimo puesto | Undécimo puesto |  |
|  | Wallis y Futuna | Wallis y Futuna | 0             |        |         | Undécimo puesto | Undécimo puesto | Undécimo puesto |  |
|  |                 |                 |               |        |         |                 |                 |                 |  |
|  |                 |                 |               |        |         | Wallis y Futuna | Wallis y Futuna | 19              |  |
|  |                 |                 |               |        |         | Wallis y Futuna | Wallis y Futuna | 19              |  |
|  |                 |                 |               |        |         | Vanuatu         | Vanuatu         | 10              |  |
|  |                 |                 |               |        |         | Vanuatu         | Vanuatu         | 10              |  |
|  |                 |                 |               |        |         |                 |                 |                 |  |

#### 5° al 8° puesto
|  | Copa de plata   | Copa de plata   | Copa de plata   |                 |                 | Quinto puesto   | Quinto puesto  | Quinto puesto  |  |
|  |                 |                 |                 |                 |                 |                 |                |                |  |
|  |                 |                 |                 |                 |                 |                 |                |                |  |
|  | Nueva Caledonia | Nueva Caledonia | 19              |                 |                 |                 |                |                |  |
|  | Nueva Caledonia | Nueva Caledonia | 19              |                 |                 |                 |                |                |  |
|  | Islas Salomón   | Islas Salomón   | 12              |                 |                 |                 |                |                |  |
|  | Islas Salomón   | Islas Salomón   | 12              |                 | Samoa Americana | Samoa Americana | 19             |                |  |
|  |                 |                 |                 |                 | Samoa Americana | Samoa Americana | 19             |                |  |
|  |                 |                 | Nueva Caledonia | Nueva Caledonia | 17              |                 |                |                |  |
|  | Samoa Americana | Samoa Americana | Nueva Caledonia | Nueva Caledonia | 17              | 26              |                |                |  |
|  | Samoa Americana | Samoa Americana |                 |                 |                 | 26              |                |                |  |
|  | Islas Salomón   | Islas Salomón   | 21              |                 |                 | Séptimo puesto  | Séptimo puesto | Séptimo puesto |  |
|  | Islas Salomón   | Islas Salomón   | 21              |                 |                 | Séptimo puesto  | Séptimo puesto | Séptimo puesto |  |
|  |                 |                 |                 |                 |                 |                 |                |                |  |
|  |                 |                 |                 |                 |                 | Islas Salomón   | Islas Salomón  | 33             |  |
|  |                 |                 |                 |                 |                 | Islas Salomón   | Islas Salomón  | 33             |  |
|  |                 |                 |                 |                 |                 | Tokelau         | Tokelau        | 7              |  |
|  |                 |                 |                 |                 |                 | Tokelau         | Tokelau        | 7              |  |
|  |                 |                 |                 |                 |                 |                 |                |                |  |

#### Copa de oro
|  | Cuartos de final   | Cuartos de final   | Cuartos de final   |                    |       | Semifinales | Semifinales | Semifinales |                    |                    | Copa         | Copa         | Copa |  |
|  |                    |                    |                    |                    |       |             |             |             |                    |                    |              |              |      |  |
|  |                    |                    |                    |                    |       |             |             |             |                    |                    |              |              |      |  |
|  | Samoa              | Samoa              | 52                 |                    |       |             |             |             |                    |                    |              |              |      |  |
|  | Samoa              | Samoa              | 52                 |                    |       |             |             |             |                    |                    |              |              |      |  |
|  | Nueva Caledonia    | Nueva Caledonia    | 0                  |                    |       |             |             |             |                    |                    |              |              |      |  |
|  | Nueva Caledonia    | Nueva Caledonia    | 0                  |                    | Samoa | Samoa       | 43          |             |                    |                    |              |              |      |  |
|  |                    |                    |                    |                    | Samoa | Samoa       | 43          |             |                    |                    |              |              |      |  |
|  |                    |                    | Niue               | Niue               | 0     |             |             |             |                    |                    |              |              |      |  |
|  | Niue               | Niue               | Niue               | Niue               | 0     | 26          |             |             |                    |                    |              |              |      |  |
|  | Niue               | Niue               |                    |                    |       |             |             |             |                    |                    |              |              |      |  |
|  | Tokelau            | Tokelau            | 0                  |                    |       |             |             |             |                    |                    |              |              |      |  |
|  | Tokelau            | Tokelau            | 0                  |                    |       |             |             |             |                    | Samoa              | Samoa        | 21           |      |  |
|  |                    |                    |                    |                    |       |             |             |             |                    | Samoa              | Samoa        | 21           |      |  |
|  |                    |                    | Fiyi               | Fiyi               | 19    |             |             |             |                    |                    |              |              |      |  |
|  | Fiyi               | Fiyi               | Fiyi               | Fiyi               | 19    | 33          |             |             |                    |                    |              |              |      |  |
|  | Fiyi               | Fiyi               |                    |                    |       |             |             |             |                    |                    |              |              |      |  |
|  | Samoa Americana    | Samoa Americana    | 5                  |                    |       |             |             |             |                    |                    |              |              |      |  |
|  | Samoa Americana    | Samoa Americana    | 5                  |                    | Fiyi  | Fiyi        | 24          |             |                    | Tercer lugar       | Tercer lugar | Tercer lugar |      |  |
|  |                    |                    |                    |                    | Fiyi  | Fiyi        | 24          |             |                    | Tercer lugar       | Tercer lugar | Tercer lugar |      |  |
|  |                    |                    | Papúa Nueva Guinea | Papúa Nueva Guinea | 19    |             |             |             |                    |                    |              |              |      |  |
|  | Papúa Nueva Guinea | Papúa Nueva Guinea | Papúa Nueva Guinea | Papúa Nueva Guinea | 19    | 40          |             |             | Papúa Nueva Guinea | Papúa Nueva Guinea | 10           |              |      |  |
|  | Papúa Nueva Guinea | Papúa Nueva Guinea |                    |                    |       |             |             |             | Papúa Nueva Guinea | Papúa Nueva Guinea | 10           |              |      |  |
|  | Islas Salomón      | Islas Salomón      | 0                  |                    |       |             |             |             |                    |                    | Niue         | Niue         | 5    |  |
|  | Islas Salomón      | Islas Salomón      | 0                  |                    |       |             |             |             |                    |                    | Niue         | Niue         | 5    |  |
|  |                    |                    |                    |                    |       |             |             |             |                    |                    |              |              |      |  |